# Pessimism

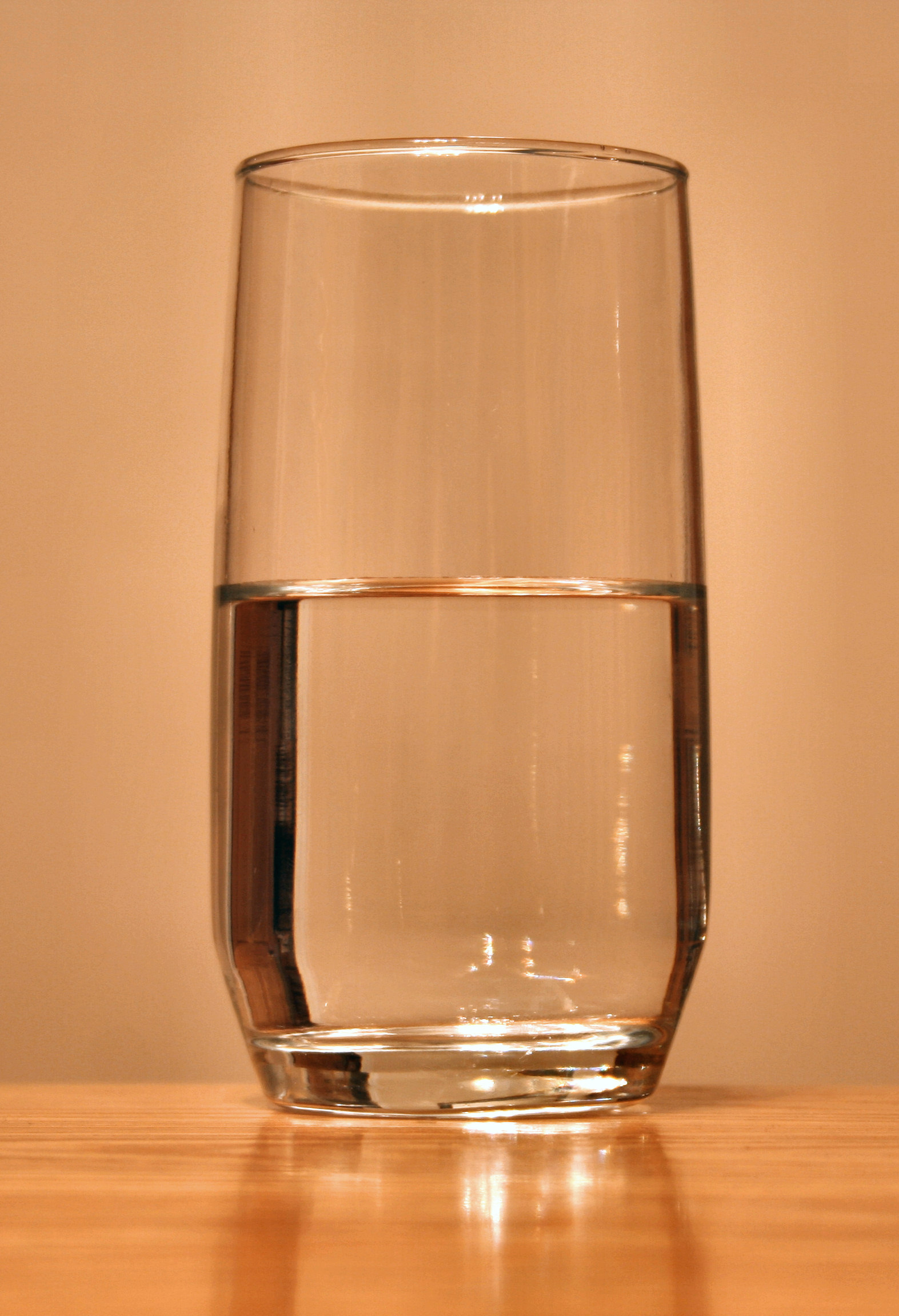
Är glaset halvfullt, eller halvtomt? är en vanlig fråga när man tar upp pessimism och optimism.

Pessimism (från latinets pessimus, 'värst') är en negativ mental inställning där ett oönskat resultat förväntas från en given situation. Den beskriver en generell övertygelse att saker är dåliga, och tenderar att bli värre; eller det ser till ondskans eventuella triumf över godheten; det är en antonym till optimism, den motsatta tron att saker generellt blir bättre i stället för sämre.
En vanlig frågeställning illustrerar optimism vs. pessimism via frågan, betraktar man ett vattenglas, som till hälften är fyllt, som halvfullt eller halvtomt? Sedvanlig visdom förmodar att optimister svarar 'halvfullt', och pessimister 'halvtomt' (förutsättande att fullt betraktas som bra, och tomt betraktas som dåligt). Vilket är totalt ovidkommande eftersom mängden i de bägge fallen är exakt lika och att det därför i grunden är ett optimistiskt tankefel att göra denna fjäder till en höna. Således en värdering där det optimistiska synsättet måste framhävas sig självt som varande bättre än det pessimistiska.

## Filosofisk pessimism
Filosofisk pessimism beskriver en tendens på att världen har ett negativt värde, eller att den här världen är så dålig som den kan bli. Den mest kända beskriver Arthur Schopenhauers filosofi.
Schopenhauers pessimism kommer från stimulerande av viljan framför förnuftet, som främst mänskliga tankar och beteende. Schopenhauer pekade på motivatorer som hunger, sexualitet, nödvändigheten att ta hand om barn, och nödvändigheten av personlig säkerhet som de riktiga källorna till mänsklig motivation. Förnuft, jämfört med dessa faktorer, är bara window-dressing för mänskliga tankar; det är kläderna som vår nakna längtan tar på sig när den går ute hos allmänheten. Schopenhauer ser förnuft som svagt och intetsägande jämfört med viljan; i en metafor, jämför Schopenhauer det mänskliga intellektet med en lam man som kan se, men som rider på axlarna på den vilda besten av vilja.
Jämförande människans liv med andra djurs liv, såg han den reproduktiva cykeln som en verkligt kretsande process som fortsätter meningslöst och obestämt, såvida inte kedjan bryts av för begränsade resurser för att göra fortsatt liv möjligt, i vilket fall den är dömd till utrotning. Prognosen av antingen meningslös fortgång av livscykeln eller att möta utrotning är en av huvuddelarna av Schopenhauers pessimism.

### Schopenhauers bevis
Istället för att försäkra en personlig uppfattning eller syn om världens uppsyn som den värsta möjliga, som ett glas som halvfullt/halvtomt, försökte Schopenhauer bevisa det logiskt genom analysera pessimismens koncept. 
| ”                                                                        | But against the palpably sophistical proofs of Leibniz that this is the best of all possible worlds, we may even oppose seriously and honestly the proof that it is the worst of all possible worlds. For possible means not what we may picture in our imagination, but what can actually exist and last. Now this world is arranged as it had to be if it were to be capable of continuing with great difficulty to exist; if it were a little worse, it would be no longer capable of continuing to exist. Consequently, since a worse world could not continue to exist, it is absolutely impossible; and so this world itself is the worst of all possible worlds. | „ |
| – – Schopenhauer, The World as Will and Representation, Vol. II, Ch. 46. | |   |

Han menade att en obetydlig försämring av tillstånd, som en liten förändring av planetens bana, en liten ökning av den globala uppvärmningen, förlust av användningen av en lem för ett djur, och så vidare, skulle leda till destruktion. Det här är ifrågasättbara påståenden, om man beaktar att planetens omloppsbana är inte helt jämn till att börja med, den globala temperaturen fluktuerar med tiden, och djur kan fortfarande leva efter att det förlorat en lem. Emellertid, om man respekterar faktumet att större fluktueringar under en längre tid nästan alltid har lett till massutdöende och att djur som förlorar en lem bara sällan överlever i det vilda, så är hans påstående rimliga.

## Andra filosofer eller litterära pessimister
Friedrich Nietzsche trodde att de gamla grekerna (c:a 500 f.Kr.) skapade tragedier som ett resultat av sin pessimism. "Is pessimism necessarily a sign of decline, decay, degeneration, weary and weak instincts … Is there a pessimism of strength? An intellectual predilection for the hard, gruesome, evil, problematic aspect of existence, prompted by well-being, by overflowing health, by the fullness of existence?" (ungefärlig översättning: "Är pessimism nödvändigtvis ett tecken på avböjning, förfall, försämring, kraftlöshet och svaga instinkter … Finns det en stark pessimism? En intellektuell förkärlek för den hårda, ruggiga, ondskan, problematisk aspekt av existensen, förmådd av välmående, av överflödig hälsa, av fullheten av existensen?")
Nietzsches respons på pessimism var motsatsen till Schopenhauers, "'That which bestows on everything tragic, its peculiar elevating force' " – he (Schopenhauer) says in The World as Will and Representation, Volume II, P. 495 – " 'is the discovery that the world, that life, can never give real satisfaction and hence is not worthy of our affection: this constitutes the tragic spirit – it leads to resignation.' " How differently Dionysus spoke to me! How far removed I was from all this resignationism!" (ungefärlig översättning: "'Vilket används på allt tragiskt, dess egendomliga upplyftande kraft' " – säger han (Schopenhauer) i Världen som vilja och föreställning, volym II, sidan 495 – " 'är upptäckten att världen, som livet, aldrig kan ge riktigt tillfredsställelse och därför inte är värd vår tillgivenhet: detta utgör den tragiska anda – det leder till underkastelse' " Hur olikt Dionysus sa till mig! Hur långt ifrån jag flyttade från all denna underkastelseism!" (resignationism))
Sigmund Freud kan också beskrivas som en pessimist och han delade många av Schopenhauers idéer.  Han såg den mänskliga existensen, som konstant attackerad från både inuti en själv, från naturens krafter och från relationer till andra. 
Termen har också använts för att beskriva den norske filosofen Peter Wessel Zapffes position, även om han i sin filosofiska lärobok, Om det tragiske, skriver att pessimism inte är en term som kan beskriva hans Biosofi. 
En del populärkulturella verk kan också uppvisa pessimism, som Stephen Kings Jurtjyrkogården. King uttrycker senare sitt förbehåll om boken: "It seems to be saying nothing works and nothing is worth it, and I don't really believe that" (Bare Bones 144-5).

## Kända pessimister
- Arthur Schopenhauer
- Eduard von Hartmann
- Kassandra
- José Saramago
- Woody Allen
- E.M. Cioran
- Giacomo Leopardi
- Hegesias
- Philipp Mainländer
- Marvin, från Liftarens Guide till Galaxen
- Richard Wagner
- Bläckvard Tentakel, från SvampBob Fyrkant
- Ior, från Nalle Puh
- Sokka, från Avatar: The Last Airbender
- Thomas Malthus
- Edward Grey
- Mark Martin, NASCAR Driver
- Sigmund Freud
- Friedrich Nietzsche
- Karl Barth
- Red Forman, från That '70s Show
- Dietrich Bonhoeffer
- Martin Heidegger
- Judas Iskariot
- Marcus Junius Brutus
- Oswald Spengler, som en gång sa, "Optimism är feghet."
- H. P. Lovecraft
- Basil Fawlty